# Hannoverscher Sportverein von 1896 2003-2004
Questa voce raccoglie le informazioni riguardanti l'Hannoverscher Sportverein von 1896 nelle competizioni ufficiali della stagione 2003-2004.

## Stagione
Nella stagione 2003-2004 l'Hannover, allenato da Ralf Rangnick e Ewald Lienen, concluse il campionato di Bundesliga al 14º posto. In Coppa di Germania l'Hannover fu eliminato al secondo turno dall'Eintracht Braunschweig.

## Rosa
| N. |                                | Ruolo | Calciatore          |
| -- | ------------------------------ | ----- | ------------------- |
| 1  | Germania (bandiera)            | P     | Gerhard Tremmel     |
| 3  | Polonia (bandiera)             | D     | Dariusz Żuraw       |
| 4  | Russia (bandiera)              | C     | Vladimir But        |
| 5  | Germania (bandiera)            | C     | Christoph Dabrowski |
| 6  | Stati Uniti (bandiera)         | D     | Steve Cherundolo    |
| 7  | Camerun (bandiera)             | A     | Mohamadou Idrissou  |
| 8  | Albania (bandiera)             | C     | Altin Lala          |
| 9  | Panama (bandiera)              | A     | Thomas Christiansen |
| 11 | Germania (bandiera)            | A     | Daniel Stendel      |
| 13 | Germania (bandiera)            | A     | Thomas Brdarić      |
| 14 | Portogallo (bandiera)          | D     | Abel Xavier         |
| 15 | Germania (bandiera)            | D     | Thomas Schneider    |
| 16 | Germania (bandiera)            | D     | Markus Schuler      |
| 17 | Serbia e Montenegro (bandiera) | C     | Nebojša Krupniković |
| 19 | Spagna (bandiera)              | C     | Jaime               |
| 20 | Rep. Ceca (bandiera)           | C     | Jan Šimák           |
| 21 | Brasile (bandiera)             | D     | Kléber              |

| N. |                                | Ruolo | Calciatore                  |
| -- | ------------------------------ | ----- | --------------------------- |
| 22 | Canada (bandiera)              | C     | Julian de Guzmán            |
| 23 | Serbia e Montenegro (bandiera) | A     | Stanko Svitlica             |
| 24 | Grecia (bandiera)              | D     | Kōnstantinos Kōnstantinidīs |
| 25 | Germania (bandiera)            | P     | Marc Ziegler                |
| 26 | Germania (bandiera)            | A     | Fabian Montabell            |
| 27 | Germania (bandiera)            | C     | Silvio Schröter             |
| 29 | Germania (bandiera)            | D     | Per Mertesacker             |
| 30 | Germania (bandiera)            | P     | Daniel Haas                 |
| 32 | Filippine (bandiera)           | A     | Denis Wolf                  |
| 33 | Turchia (bandiera)             | D     | Gürman Agac                 |
| 34 | Germania (bandiera)            | C     | Nils Pfingsten-Reddig       |
| 34 | Germania (bandiera)            | D     | Markus Schinner             |
| 35 | Germania (bandiera)            | C     | Björn Lindemann             |
| 36 | Germania (bandiera)            | A     | Aleksandar Kotuljac         |
| 38 | Francia (bandiera)             | A     | Salim Djefaflia             |
| 40 | Brasile (bandiera)             | D     | Vinícius                    |
| 44 | Stati Uniti (bandiera)         | C     | Clint Mathis                |

## Organigramma societario
Area tecnica
- Allenatore: Ewald Lienen
- Allenatore in seconda: Michael Frontzeck, Mirko Slomka
- Preparatore dei portieri: Jörg Sievers
- Preparatori atletici: Edward Kowalczuk

## Calciomercato

### Sessione estiva
| Acquisti | Acquisti            | Acquisti               | Acquisti |
| R.       | Nome                | da                     | Modalità |
| -------- | ------------------- | ---------------------- | -------- |
| D        | Kléber              | Corinthians            |          |
| A        | Thomas Brdarić      | Bayer Leverkusen       |          |
| A        | Thomas Christiansen | Bochum                 |          |
| C        | Christoph Dabrowski | Arminia Bielefeld      |          |
| A        | Salim Djefaflia     | Union Luxembourg       |          |
| D        | Per Mertesacker     | Hannover 96 (juniores) |          |
| A        | Babacar N'Diaye     | St. Pauli              |          |
| D        | Thomas Schneider    | Stoccarda              |          |
| C        | Silvio Schröter     | Energie Cottbus        |          |
| C        | Jan Šimák           | Bayer Leverkusen       |          |
| P        | Marc Ziegler        | Austria Vienna         |          |

| Cessioni | Cessioni           | Cessioni            | Cessioni |
| R.       | Nome               | da                  | Modalità |
| -------- | ------------------ | ------------------- | -------- |
| A        | Jiří Kaufman       | Energie Cottbus     |          |
| A        | Babacar N'Diaye    | LR Ahlen            |          |
| A        | Fredi Bobic        | Hertha Berlino      |          |
| A        | Conor Casey        | Karlsruhe           |          |
| C        | Jaime              | Deportivo La Coruña |          |
| A        | Blaise N'Kufo      | Twente              |          |
| C        | Thorsten Nehrbauer | Saarbrücken         |          |
| P        | Timo Ochs          | Osnabrück           |          |
| D        | Kai Oswald         | Duisburg            |          |
| D        | Marc van Hintum    | RKC Waalwijk        |          |

### Sessione invernale
| Acquisti | Acquisti        | Acquisti       | Acquisti |
| R.       | Nome            | da             | Modalità |
| -------- | --------------- | -------------- | -------- |
| A        | Stanko Svitlica | Legia Varsavia |          |

| Cessioni | Cessioni        | Cessioni     | Cessioni |
| R.       | Nome            | da           | Modalità |
| -------- | --------------- | ------------ | -------- |
| A        | Jiří Štajner    | Sparta Praga |          |
| C        | Danijel Štefulj | Norimberga   |          |
| D        | Dame Diouf      | Osnabrück    |          |

## Risultati

### Bundesliga

#### Girone di andata
| Arbitro: | Wack |

|  |           |                                      |
|  | Marcatori | 11’ Štajner 75’ Brdarić 79’ Idrissou |

| Arbitro: | Aust |

|                                             |           |                                        |
| Krupniković 9’ Štajner 27’ Christiansen 43’ | Marcatori | 39’ Ballack 49’ Pizarro 90’ Hargreaves |

| Arbitro: | Fröhlich |

|                                         |           |  |
| França 2’ Neuville 9’, 52’ Bierofka 73’ | Marcatori |  |

| Arbitro: | Keßler |

|                                 |           |                          |
| Christiansen 16’, 66’ Šimák 70’ | Marcatori | 44’, 62’ Max 90’ Vorbeck |

| Arbitro: | Stark |

|                |           |                                    |
| Bobic 14’, 21’ | Marcatori | 25’ Šimák 69’ Kléber 80’ de Guzmán |

| Arbitro: | Albrecht |

|                               |           |  |
| Christiansen 17’ Idrissou 83’ | Marcatori |  |

| Arbitro: | Gagelmann |

|           |           |  |
| Klose 90’ | Marcatori |  |

| Arbitro: | Fleischer |

|                  |           |                           |
| Christiansen 16’ | Marcatori | 26’ Asamoah 41’ Rodríguez |

| Arbitro: | Fandel |

|                                                       |           |                       |
| Ewerthon 35’, 76’ Ricken 42’ Kehl 57’ Koller 65’, 77’ | Marcatori | 58’ Vinícius 86’ Wolf |

| Arbitro: | Merk |

|              |           |                   |
| Idrissou 34’ | Marcatori | 35’ Weissenberger |

| Arbitro: | Kircher |

|            |           |                         |
| Scherz 38’ | Marcatori | 32’ Brdarić 80’ Stendel |

| Arbitro: | Stark |

|             |           |                                           |
| Štajner 55’ | Marcatori | 8’, 37’ Valdez 41’, 79’ Klasnić 87’ Ernst |

| Arbitro: | Wagner |

|                              |           |             |
| Szabics 29’ Meißner 77’, 90’ | Marcatori | 81’ Brdarić |

| Arbitro: | Kinhöfer |

|                                          |           |  |
| Brdarić 43’ Stendel 66’ Christiansen 85’ | Marcatori |  |

| Arbitro: | Koop |

|                            |           |                                     |
| Schur 17’ Skela 62’ (rig.) | Marcatori | 18’ Stendel 87’ (rig.) Christiansen |

| Arbitro: | Jansen |

|                       |           |             |
| Baiano 29’ Petrov 67’ | Marcatori | 14’ Stendel |

| Arbitro: | Kircher |

|                           |           |                          |
| Brdarić 18’ de Guzmán 62’ | Marcatori | 53’ Madsen 75’ Hashemian |

#### Girone di ritorno
| Arbitro: | Wagner |

|                                             |           |                       |
| Krupniković 12’ (rig.) Mathis 27’ Jaime 76’ | Marcatori | 7’ Barbarez 77’ Romeo |

| Arbitro: | Fröhlich |

|                                    |           |              |
| Ballack 10’ Roberto 66’ Makaay 78’ | Marcatori | 82’ Svitlica |

| Arbitro: | Merk |

|                               |           |                         |
| Mathis 40’ Kōnstantinidīs 47’ | Marcatori | 65’ Berbatov 70’ França |

| Arbitro: | Sippel |

|                            |           |            |
| Arvidsson 12’ Max 33’, 39’ | Marcatori | 38’ Mathis |

| Arbitro: | Keßler |

|            |           |                            |
| Mathis 67’ | Marcatori | 41’, 81’ Paraíba 78’ Reina |

| Arbitro: | Kircher |

|          |           |  |
| Demo 25’ | Marcatori |  |

| Arbitro: | Kinhöfer |

|  |           |             |
|  | Marcatori | 62’ Hristov |

| Arbitro: | Fandel |

|                                 |           |                  |
| Mertesacker 63’ (aut.) Sand 83’ | Marcatori | 14’, 71’ Brdarić |

| Arbitro: | Stark |

|                         |           |            |
| Christiansen 83’ (rig.) | Marcatori | 13’ Frings |

| Arbitro: | Merk |

|  |           |                       |
|  | Marcatori | 71’ Żuraw 74’ Brdarić |

| Arbitro: | Sippel |

|             |           |  |
| Brdarić 34’ | Marcatori |  |

| Brema 18 aprile 2004, ore 17:30 CEST 29ª giornata | Werder Brema | 0 – 0 referto | Hannover 96 | Weserstadion (43 000 spett.)\| Arbitro: \| Albrecht \| |
| Arbitro:                                          | Albrecht     |               |             |                                                        |

| Arbitro: | Trautmann |

|  |           |             |
|  | Marcatori | 10’ Meißner |

| Arbitro: | Steinborn |

|                                              |           |             |
| Riether 14’ Bajramović 50’ Iashvili 69’, 78’ | Marcatori | 52’ Brdarić |

| Arbitro: | Stark |

|                               |           |  |
| Brdarić 42’, 75’ Idrissou 89’ | Marcatori |  |

| Hannover 15 maggio 2004, ore 15:30 CEST 33ª giornata | Hannover 96 | 0 – 0 referto | Wolfsburg | AWD-Arena (27 537 spett.)\| Arbitro: \| Fandel \| |
| Arbitro:                                             | Fandel      |               |           |                                                   |

| Arbitro: | Wack |

|                                       |           |                  |
| Madsen 26’ Freier 76’ Fahrenhorst 88’ | Marcatori | 42’ Christiansen |

### Coppa di Germania
| Arbitro: | Pickel |

|  |           |                                      |
|  | Marcatori | 3’, 74’ Christiansen 68’ Krupniković |

| Arbitro: | Jansen |

|                              |           |  |
| Thomas 46’ Rische 90’ (rig.) | Marcatori |  |

## Statistiche

### Statistiche di squadra
| Competizione      | Punti | In casa | In casa | In casa | In casa | In casa | In casa | In trasferta | In trasferta | In trasferta | In trasferta | In trasferta | In trasferta | Totale | Totale | Totale | Totale | Totale | Totale | DR  |
| Competizione      | Punti | G       | V       | N       | P       | Gf      | Gs      | G            | V            | N            | P            | Gf           | Gs           | G      | V      | N      | P      | Gf     | Gs     | DR  |
| ----------------- | ----- | ------- | ------- | ------- | ------- | ------- | ------- | ------------ | ------------ | ------------ | ------------ | ------------ | ------------ | ------ | ------ | ------ | ------ | ------ | ------ | --- |
| Bundesliga        | 37    | 17      | 5       | 7       | 5       | 27      | 26      | 17           | 4            | 3            | 10           | 22           | 37           | 34     | 9      | 10     | 15     | 49     | 63     | -14 |
| Coppa di Germania | -     | 0       | 0       | 0       | 0       | 0       | 0       | 2            | 1            | 0            | 1            | 3            | 2            | 2      | 1      | 0      | 1      | 3      | 2      | +1  |
| Totale            | 37    | 17      | 5       | 7       | 5       | 27      | 26      | 19           | 5            | 3            | 11           | 25           | 39           | 36     | 10     | 10     | 16     | 52     | 65     | -13 |

### Andamento in campionato
| Giornata  | 1 | 2 | 3  | 4  | 5 | 6 | 7 | 8 | 9  | 10 | 11 | 12 | 13 | 14 | 15 | 16 | 17 | 18 | 19 | 20 | 21 | 22 | 23 | 24 | 25 | 26 | 27 | 28 | 29 | 30 | 31 | 32 | 33 | 34 |
| --------- | - | - | -- | -- | - | - | - | - | -- | -- | -- | -- | -- | -- | -- | -- | -- | -- | -- | -- | -- | -- | -- | -- | -- | -- | -- | -- | -- | -- | -- | -- | -- | -- |
| Luogo     | T | C | T  | C  | T | C | T | C | T  | C  | T  | C  | T  | C  | T  | T  | C  | C  | T  | C  | T  | C  | T  | C  | T  | C  | T  | C  | T  | C  | T  | C  | C  | T  |
| Risultato | V | N | P  | N  | V | V | P | P | P  | N  | V  | P  | P  | V  | N  | P  | N  | V  | P  | N  | P  | P  | P  | P  | N  | N  | V  | V  | N  | P  | P  | V  | N  | P  |
| Posizione | 2 | 3 | 10 | 10 | 8 | 6 | 7 | 9 | 10 | 10 | 9  | 10 | 10 | 9  | 10 | 12 | 11 | 10 | 12 | 10 | 12 | 13 | 15 | 16 | 16 | 16 | 13 | 11 | 12 | 12 | 13 | 13 | 12 | 14 |

Legenda:

Luogo: C = Casa; T = Trasferta. Risultato: V = Vittoria; N = Pareggio; P = Sconfitta.

### Statistiche dei giocatori
| Giocatore           | Bundesliga | Bundesliga | Bundesliga  | Bundesliga | Coppa di Germania | Coppa di Germania | Coppa di Germania | Coppa di Germania | Totale   | Totale | Totale      | Totale     |
| Giocatore           | Presenze   | Reti       | Ammonizioni | Espulsioni | Presenze          | Reti              | Ammonizioni       | Espulsioni        | Presenze | Reti   | Ammonizioni | Espulsioni |
| ------------------- | ---------- | ---------- | ----------- | ---------- | ----------------- | ----------------- | ----------------- | ----------------- | -------- | ------ | ----------- | ---------- |
| G. Agac             | 0          | 0          | 0           | 0          | 0                 | 0                 | 0                 | 0                 | 0        | 0      | 0           | 0          |
| T. Brdarić          | 28         | 12         | 8           | 1          | 1                 | 0                 | 0                 | 0                 | 29       | 12     | 8           | 1          |
| V. But              | 3          | 0          | 0           | 0          | 0                 | 0                 | 0                 | 0                 | 3        | 0      | 0           | 0          |
| S. Cherundolo       | 29         | 0          | 6           | 1          | 2                 | 0                 | 1                 | 0                 | 31       | 0      | 7           | 1          |
| T. Christiansen     | 26         | 9          | 5           | 1          | 2                 | 2                 | 0                 | 0                 | 28       | 11     | 5           | 1          |
| C. Dabrowski        | 27         | 0          | 4           | 0          | 2                 | 0                 | 0                 | 0                 | 29       | 0      | 4           | 0          |
| S. Djefaflia        | 1          | 0          | 0           | 0          | 0                 | 0                 | 0                 | 0                 | 1        | 0      | 0           | 0          |
| D. Haas             | 1          | 0          | 0           | 0          | 0                 | 0                 | 0                 | 0                 | 1        | 0      | 0           | 0          |
| M. Idrissou         | 26         | 4          | 3           | 2          | 2                 | 0                 | 1                 | 0                 | 28       | 4      | 4           | 2          |
| J. Jaime            | 10         | 1          | 2           | 0          | 0                 | 0                 | 0                 | 0                 | 10       | 1      | 2           | 0          |
| K. Kléber           | 23         | 1          | 3           | 0          | 0                 | 0                 | 0                 | 0                 | 23       | 1      | 3           | 0          |
| K. Kōnstantinidīs   | 22         | 1          | 5           | 0          | 0                 | 0                 | 0                 | 0                 | 22       | 1      | 5           | 0          |
| A. Kotuljac         | 0          | 0          | 0           | 0          | 0                 | 0                 | 0                 | 0                 | 0        | 0      | 0           | 0          |
| N. Krupniković      | 19         | 2          | 5           | 0          | 2                 | 1                 | 0                 | 0                 | 21       | 3      | 5           | 0          |
| A. Lala             | 12         | 0          | 0           | 0          | 0                 | 0                 | 0                 | 0                 | 12       | 0      | 0           | 0          |
| B. Lindemann        | 0          | 0          | 0           | 0          | 0                 | 0                 | 0                 | 0                 | 0        | 0      | 0           | 0          |
| C. Mathis           | 16         | 4          | 3           | 0          | 0                 | 0                 | 0                 | 0                 | 16       | 4      | 3           | 0          |
| P. Mertesacker      | 13         | 0          | 0           | 0          | 1                 | 0                 | 1                 | 0                 | 14       | 0      | 1           | 0          |
| F. Montabell        | 1          | 0          | 0           | 0          | 0                 | 0                 | 0                 | 0                 | 1        | 0      | 0           | 0          |
| N. Pfingsten-Reddig | 0          | 0          | 0           | 0          | 0                 | 0                 | 0                 | 0                 | 0        | 0      | 0           | 0          |
| M. Schinner         | 0          | 0          | 0           | 0          | 0                 | 0                 | 0                 | 0                 | 0        | 0      | 0           | 0          |
| T. Schneider        | 3          | 0          | 0           | 0          | 1                 | 0                 | 0                 | 0                 | 4        | 0      | 0           | 0          |
| S. Schröter         | 12         | 0          | 1           | 0          | 0                 | 0                 | 0                 | 0                 | 12       | 0      | 1           | 0          |
| M. Schuler          | 19         | 0          | 1           | 0          | 2                 | 0                 | 0                 | 0                 | 21       | 0      | 1           | 0          |
| D. Stendel          | 28         | 4          | 2           | 0          | 2                 | 0                 | 0                 | 0                 | 30       | 4      | 2           | 0          |
| S. Svitlica         | 3          | 1          | 0           | 0          | 0                 | 0                 | 0                 | 0                 | 3        | 1      | 0           | 0          |
| G. Tremmel          | 4          | 0          | 0           | 0          | 1                 | 0                 | 0                 | 0                 | 5        | 0      | 0           | 0          |
| V. Vinícius         | 22         | 1          | 2           | 0          | 1                 | 0                 | 1                 | 0                 | 23       | 1      | 3           | 0          |
| D. Wolf             | 4          | 1          | 0           | 0          | 1                 | 0                 | 0                 | 0                 | 5        | 1      | 0           | 0          |
| A. Xavier           | 5          | 0          | 0           | 0          | 0                 | 0                 | 0                 | 0                 | 5        | 0      | 0           | 0          |
| M. Ziegler          | 30         | 0          | 1           | 0          | 1                 | 0                 | 0                 | 0                 | 31       | 0      | 1           | 0          |
| J. de Guzmán        | 30         | 2          | 8           | 2          | 2                 | 0                 | 1                 | 0                 | 32       | 2      | 9           | 2          |
| J. Šimák            | 6          | 2          | 2           | 0          | 1                 | 0                 | 0                 | 0                 | 7        | 2      | 2           | 0          |
| J. Štajner          | 16         | 3          | 2           | 0          | 1                 | 0                 | 0                 | 1                 | 17       | 3      | 2           | 1          |
| D. Štefulj          | 9          | 0          | 0           | 0          | 1                 | 0                 | 0                 | 0                 | 10       | 0      | 0           | 0          |
| D. Żuraw            | 25         | 1          | 4           | 0          | 2                 | 0                 | 0                 | 0                 | 27       | 1      | 4           | 0          |